# José Izquierdo
José Heriberto Izquierdo Mena (født 7. juli 1992 i Pereira, Colombia), er en colombiansk fodboldspiller (venstre wing). Han spiller for Brighton i den engelske Premier League.
På klubplan har Izquierdo tidligere repræsenteret blandt andet belgiske Club Brugge samt klubber i den colombianske liga.

## Landshold
Izquierdo står (pr. juni 2018) noteret for fem kampe og én scoring for Colombias landshold. Han repræsenterede sit land ved VM 2018 i Rusland, og var også med et særligt OL-landshold med ved OL 2016 i Rio de Janeiro.